# Місто Київ (монета)
«Мі́сто Ки́їв» — пам'ятна монета номіналом 5 гривень, випущена Національним банком України, присвячена столиці незалежної України, одному з найбільших і найдавніших міст Європи, розташованому на обох берегах Дніпра. Здавна місто мало таку магічну силу, що багато видатних людей освідчувалися йому в любові. Місто славиться численними пам'ятками культури, археології, історії, архітектури та містобудування різних епох. Сьогодні Київ — політичний, соціально-економічний, транспортний та освітньо-науковий центр країни, окрема адміністративно-територіальна одиниця в складі України й адміністративний центр Київської області. Місце розташування центральних органів влади України, іноземних місій, штаб-квартир більшості підприємств і громадських об'єднань, що працюють в Україні.
Монету введено в обіг 20 грудня 2018 року. Вона належить до серії «Області України».

## Опис монети та характеристики
| Номінал грн. | Метал                   | Маса, г | Діаметр, мм | Якість виготовлення       | Гурт                 | Тираж, штук |
| ------------ | ----------------------- | ------- | ----------- | ------------------------- | -------------------- | ----------- |
| 5            | нікелевий сплав, нордик | 9,4     | 28,0        | спеціальний анциркулейтед | секторальне рифлення | 45 000      |

### Аверс
На аверсі монети розміщено: угорі — малий Державний Герб України, по колу написи: «НАЦІОНАЛЬНИЙ БАНК УКРАЇНИ» (угорі), «П'ЯТЬ ГРИВЕНЬ» (унизу), праворуч — логотип Банкнотно-монетного двору Національного банку України; у центрі — стилізовану композицію, що символізує Київ: угорі ліворуч — Парковий міст — пішохідний міст через Дніпро, який з'єднує центральну частину Києва з парковою зоною та пляжами Труханового острова; праворуч — Софійський собор та його дзвіниця; у центрі — будівля Верховної Ради України, праворуч від якої — рік карбування монети «2018»; колона Магдебурзького права (ліворуч), герб Києва (XV ст.), найстаріше зображення якого міститься в гербовнику Конрада Ґрюненберґа; каштанова гілочка — символ Києва (унизу).

### Реверс
На реверсі монети розміщено: Архангела Михаїла — покровителя Київської землі, міста Києва, зображення якого міститься на гербах Києва, Київського князівства, Київського воєводства, Київської губернії; написи «МІСТО КИЇВ» (угорі), декоративні елементи (унизу).

## Автори

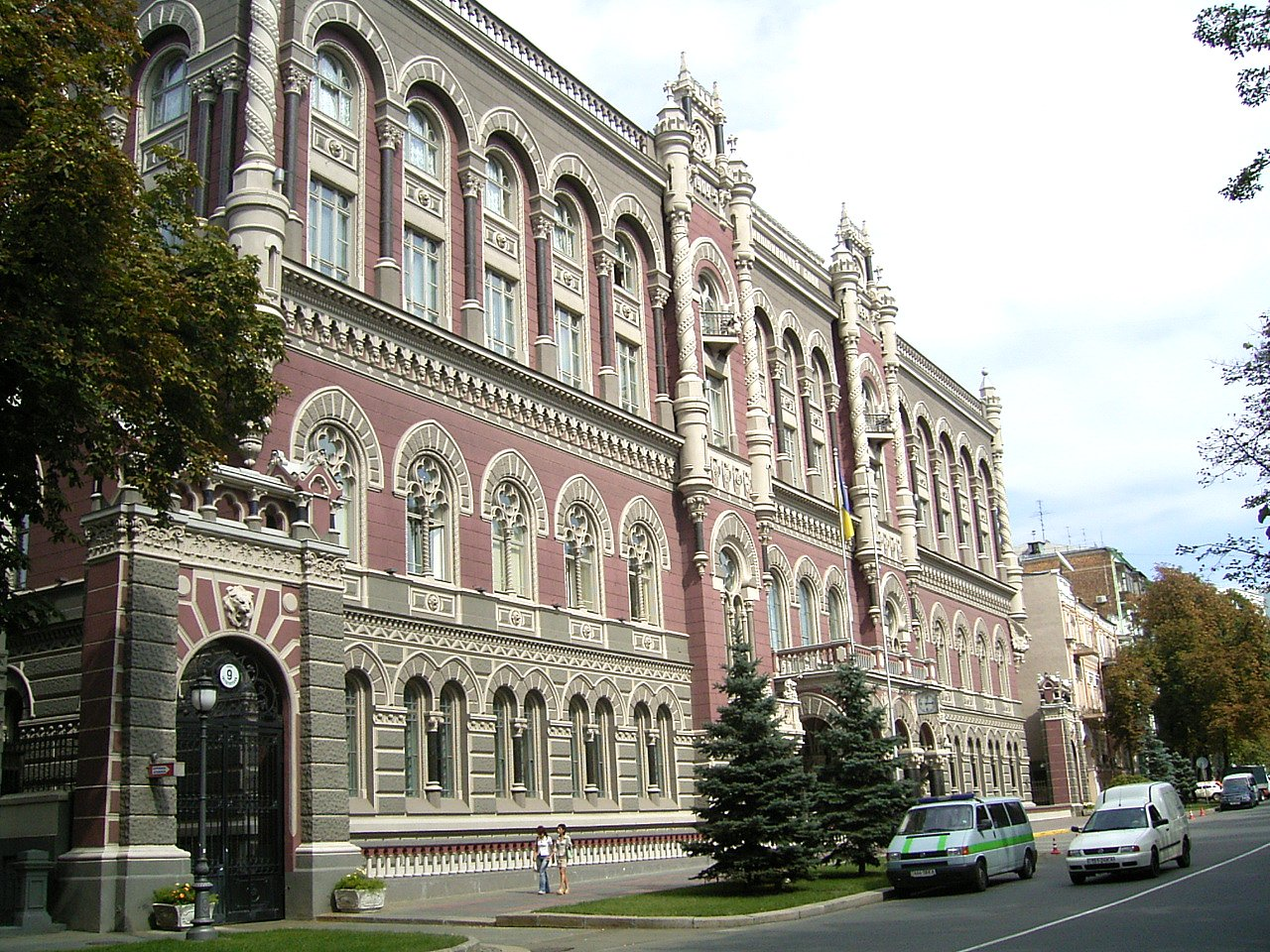
Будівля Національного банку України

- Художник — Іваненко Святослав.
- Скульптор — Іваненко Святослав.

## Вартість монети
Під час введення монети в обіг 2018 року Національний банк України реалізовував монету через свої філії за ціною 44 гривні.
Фактична приблизна вартість монети, з роками змінювалася так:
| Рік        | 2019 | 2020 | 2021 | 2022 | 2023 | 2024 | 2025 |
| ---------- | ---- | ---- | ---- | ---- | ---- | ---- | ---- |
| Ціна, грн. | 95   | 95   | 100  | 100  | 210  | 320  | 520  |